# 串間市立大束小学校
串間市立大束小学校（くしましりつ おおつかしょうがっこう）は、宮崎県串間市大字大平にある公立の小学校。

## 概要
歴史
学制の頒布された1872年（明治5年）に創立した小学校5校が始まり。1892年（明治25年）と1906年（明治39年）の2回に渡って統合。現校名となったのは1954年（昭和29年）。1990年（平成2年）に創立記念日は1874年（明治7年）5月1日に制定された。2024年（令和6年）に創立150周年を迎えた。
校章
校名の「大」の文字を5つ並べ桜の花弁の形にして、中央に「束」の文字を配している。
校歌
1953年（昭和28年）制定。作詞は矢野不二男、作曲は海老原直による。歌詞は3番まであり、1番の歌詞中に校名の「大束」が登場する。
通学区域
串間市のうち、「大字奈留、大字大平、大字一氏、大字大矢取」地区。中学校区は串間市立串間中学校。

## 沿革
- 1872年（明治5年）4月 - 村内5ヶ所（外行・四村・市ノ瀬・一氏・広野）に、小学校が設置される。
- 1886年（明治19年）から1888年（明治21年）までの間 - 小学校令施行により、上記5校をそれぞれ小学簡易科（3年制）とし、修業年限1年制の補習科を附設。
- 1889年（明治22年）5月1日 - 町村制の施行により、南那珂郡4村（奈留・大平・一氏・大矢取）の合併により、「大束村」が発足。
- 1890年（明治23年）- 簡易科を廃止の上、尋常科（4年制）を設置し、尋常小学校とする。
- 1892年（明治25年）4月 - 上記の尋常小学校5校を、以下の3校1分教場を新設。
  - 「大束尋常小学校」
  - 「大河原尋常小学校」（串間市立大平小学校の前身）
  - 「大重野尋常小学校」
  - 「大矢取分教場」
- 1902年（明治35年）- 高等科（4年制）を併置の上、「大束尋常高等小学校」（尋常科4年・高等科4年）に改称。
- 1905年（明治38年）4月 - 初代校長に前田兵三郎が就任。
- 1906年（明治39年）12月 - 村内小学校3校（大束・大河原・大重野）を統合の上、「大束尋常高等小学校」となる。大河原尋常小学校跡地に片野分教場を設置。
- 1908年（明治41年）4月 - 改正小学校令により、尋常科（義務教育年限）が4年制から6年制に改められる。これにより従来の尋常科4年・高等科4年を「尋常科6年・高等科2年」に改める。
- 1909年（明治42年）10月 - 第二校舎1棟（北校舎）を増築。
- 時期不詳 - 大矢取分教場が大矢取尋常小学校として独立。
- 1920年（大正9年）4月 - 第一校舎を増築。
- 1927年（昭和2年）3月 - 米国の世界児童親善会より、青い目の人形が寄贈される。
- 1929年（昭和4年）- 第四校舎を増築。大運動場が完成。
- 1934年（昭和9年）7月 - 第二校舎（2教室）を増築。
- 1935年（昭和10年）- 青年学校令施行により、大束青年学校が併置される。
- 1941年（昭和16年）4月1日 - 国民学校令施行により、「大束村大束国民学校」に改称。尋常科を初等科に改める。
- 1946年（昭和21年）8月31日 - 片野分教場が大束村片野国民学校として独立。
- 1947年（昭和22年）- 学制改革が行われる（六・三制の実施）。
  - 4月1日 - 国民学校初等科は、新制小学校「大束村立大束小学校」に改組・改称。
  - 4月30日 - 国民学校高等科は、青年学校普通科とともに、新制中学校「大束村立大束中学校」に改組・改称。開校は同年5月8日。当面の間、小学校校舎の一部を貸与する形で併設される。
  - 12月 - 第三校舎を改築。
- 1953年（昭和28年）12月 - 校歌を制定。
- 1954年（昭和29年）
  - 5月 - 第五校舎を改築。
  - 11月3日 - 南那珂郡1町（福島）4村（大束・本城・都井・市木）合併により、「串間市立大束小学校」（現校名）に改称。
- 1957年（昭和32年）5月 - 第四校舎西側（3教室）を改築。1教室を新築。第六教室を増築。
- 1969年（昭和44年）
  - 3月 - 鉄筋コンクリート造2階建ての北校舎を改築。南門を設置。
  - 4月 - 特殊学級を設置。
- 1971年（昭和46年）5月 - 図書室を設置。
- 1973年（昭和48年）3月 - 体育館が完成。
- 1977年（昭和52年）3月 - 鉄筋コンクリート造2階建ての中校舎を改築。
- 1978年（昭和53年）8月 - プールが完成。
- 1982年（昭和57年）3月 - 鉄筋コンクリート造2階建て特別教室棟（6教室）が完成。
- 1988年（昭和63年）3月 - 新管理棟が完成。
- 1989年（平成元年）9月 - 運動場を整備。
- 1990年（平成2年）3月 - 創立を1874年（明治7年）5月1日と決定。
- 1992年（平成4年）3月 - 北校舎（6教室）が完成。
- 1994年（平成6年）
  - 4月1日 - 串間市立赤池小学校を統合。
  - 5月 - 創立120周年記念式典を挙行。
- 2009年（平成21年）4月 - 特別支援学級を新設。
- 2011年（平成23年）10月 - 体育館の耐震補強工事を実施。
- 2017年（平成29年）4月1日 - 串間市立大束中学校の閉校により、中学校区が串間市立串間中学校に変更となる。
- 2023年（令和5年）4月1日 - 串間市立大平小学校の休校により、同校区の児童は大束小学校に通学することとなる。
- 2024年（令和6年）5月 - 運動会の開催時期を5月に変更。

旧・赤池小学校
- 1872年（明治5年）- 上大矢取地区・下大矢取地区の2ヶ所で、1日交代の寺子屋式教育を行う。
- 1909年（明治42年）- 「大束尋常高等小学校 大矢取分教場」となる。
- 時期不明 - 「大矢取尋常小学校」として独立。
- 1941年（昭和16年）4月1日 - 国民学校令施行により、「赤池国民学校」へ改称。
- 1947年（昭和22年）4月1日 - 学制改革により、「大束村立赤池小学校」へ改称。
- 1949年（昭和24年）- 新谷分校を設置。
- 1954年（昭和29年）11月3日 - 「串間市立赤池小学校」（最終名）へ改称。
- 1966年（昭和41年）3月31日 - 新谷分校を廃止。
- 1992年（平成4年）4月1日 - 休校となる。
- 1994年（平成6年）3月31日 - 串間市立大束小学校への統合により、閉校。
  - 最終所在地 - 宮崎県串間市大字大矢取608番地

## 交通
最寄りの幹線道路
- JR九州 日南線 「日向大束駅」

最寄りのバス停留所
- 串間市コミュニティバスよかバス 「揚原」停留所

最寄りの幹線道路
- 宮崎県道・鹿児島県道3号日南志布志線・宮崎県道34号都城串間線 「揚原」交差点

## 周辺
- 大束地区多目的運動公園
- 旧・串間市立大束中学校（2017年（平成29年）3月末閉校）